# Морфін-3-глюкуронід
Морфін-3-глюкуронід (англ. Morphine-3-glucuronide) — метаболіт морфіну, який продукується UGT2B7. Морфін-3-глюкуронід не є активним агоністом опіатних рецепторів, але має часткову активність як засіб, що спричинює судоми, яка, найімовірніше, не опосередковується через опіатні рецептори, а скоріше через взаємодію з рецепторами гліцину та/або ГАМК-рецептори. Як полярна сполука, він має обмежену здатність проходити через гематоенцефалічний бар'єр, але ниркова недостатність може спричинити його накопичення, та призвести до судом. Пробенецид та інгібітори Р-глікопротеїну можуть посилювати поглинання морфін-3-глюкуроніду і, меншою мірою, морфін-6-глюкуроніду. Повідомлені побічні ефекти, пов'язані з накопиченням цього метаболіту, включають судоми, збудження, галюцинації, гіпералгезію та кому.